# Muralla medieval de València

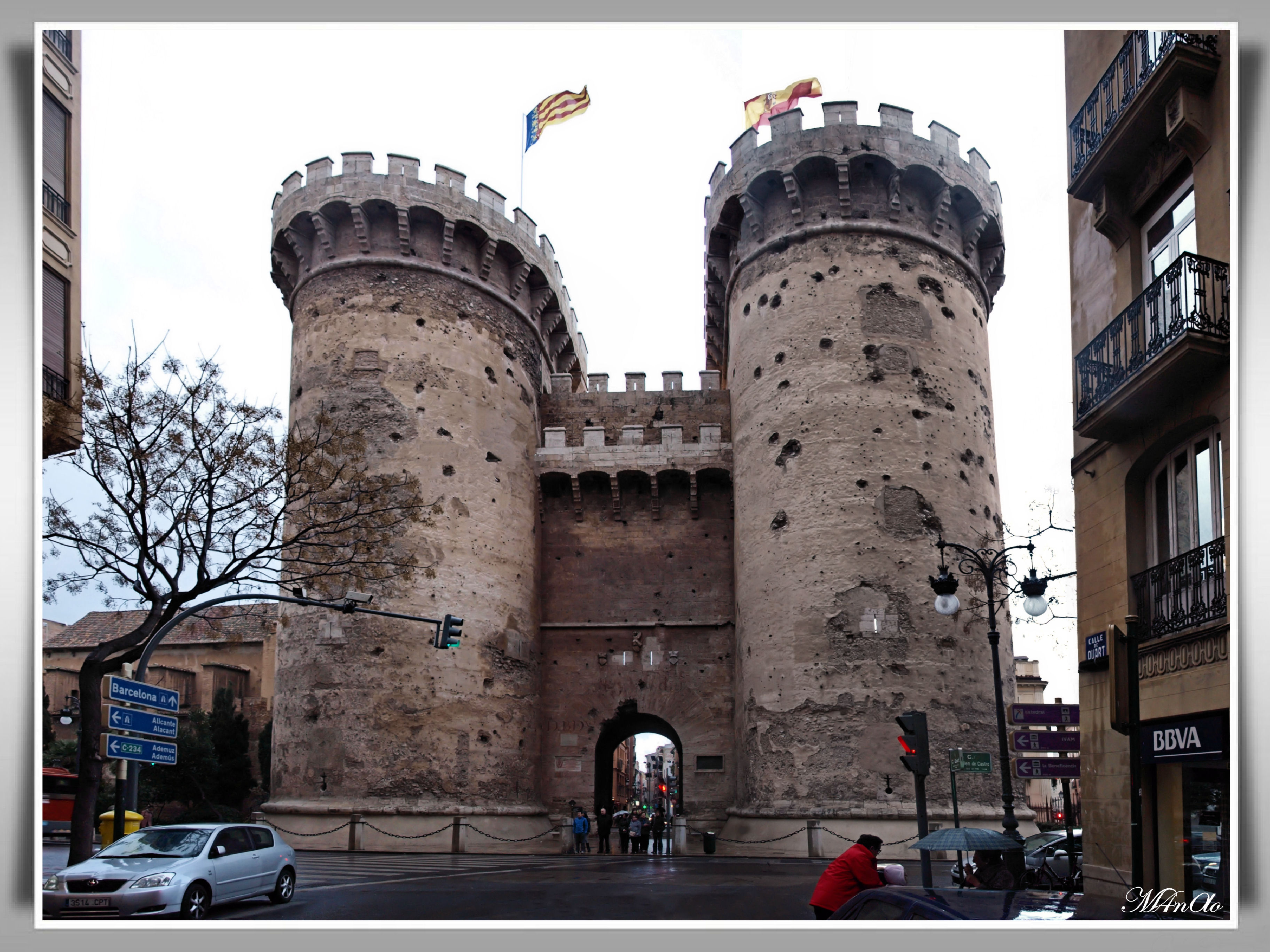
Torres de Quart

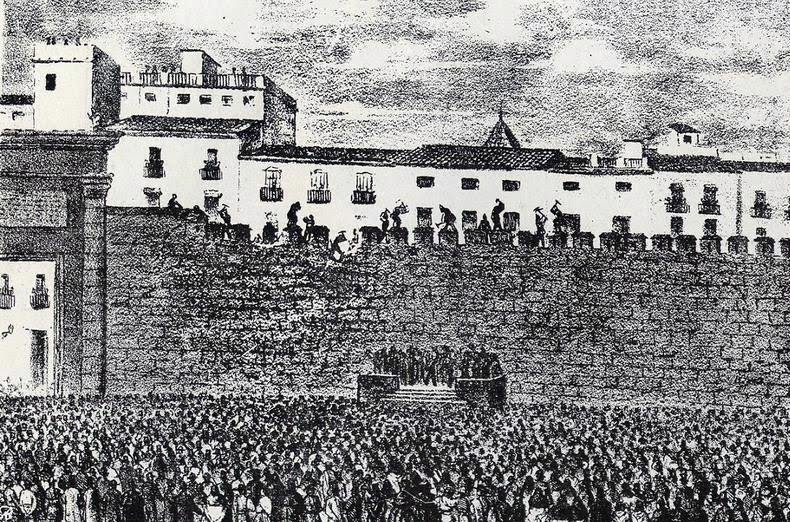
Inici de la demolició, 20 febrer de 1865, al costat de la Porta del Real

La muralla medieval de València era un perímetre emmurallat que va envoltar la ciutat de València (País Valencià) des que va ser aixecada per ordre de Pere IV d'Aragó entre 1356 i 1370, fins al seu enderrocament en el segle xix a iniciativa del governador civil Ciril Amorós. Les restes que encara perduren estan catalogades com a Bé d'Interès Cultural amb codi 46.15.250-182.

## Història
València va tenir altres muralles abans d'aquestes. Hi va haver un recinte emmurallat romà i posteriorment un altre de musulmà. Les muralles medievals de València es refereixen a les edificades ja sota domini de la Corona d'Aragó i que estenien l'àrea protegida per les musulmanes. S'aconseguia una superfície intramurs de 142 ha.
Les va començar a construir en 1356 el mestre picapedrer Guillem Nebot, i l'edificació va acabar en 1370. Incloïa en l'interior els nous ravals més pròxims a la muralla àrab. La urgència de la seva edificació derivava de la Guerra dels dos Peres.
En 1356 Pere IV d'Aragó va impulsar els jurats de la ciutat a construir un nou recinte emmurallat que inclogués els ravals. D'aquesta obra es va encarregar una junta municipal que en 1406 es va transformar en la Fàbrica de Murs i Valls, organisme encarregat del seu manteniment.
La ràpida construcció va fer que inicialment fos una estructura feble, ja que els murs eren de tàpia i estaven reforçats per terra extreta de la fossa que s'havia excavat davant la muralla. Els punts més sòlids eren les portes, on els murs eren normalment de pedra picada i estaven defensats per torres.
Els jurats van reconstruir el tram nord en pedra, i construïren també les Torres de Serrans (1392-1398) on anteriorment hi havia una porta, la de Roters, que al seu torn aprofitava la Porta d'Alcàntara que era part de la muralla musulmana. En aquest sector es va afegir en 1398 la volta de Santa Bàrbara o de l'Àguila.
També en el tram nord es va iniciar la construcció en 1390 del Portal Nou de la Santa Creu (Portal Nou, el nom perdura en la toponímia del segle xxi), però la seva finalització no va arribar fins a 1471.
A l'extrem nord-oest del recinte hi havia la torre de Santa Caterina, edificada en les millores de 1390. Aquesta torre va ser enderrocada en 1772, reconstruïda en 1833 i tornada a enderrocar definitivament en 1865.
La part occidental del recinte no estava totalment urbanitzada. Incloïa el bordell (Bordell), que era un barri tancat, així com l'antic raval de Roters i també molts horts. Cap al camí de Castella, que entrava per les Torres de Quart, hi havia la Moreria, un altre barri tancat.
En el segle xix es va dur a terme la demolició de les muralles, amb excepció de les torres de Serrans i de Quart. Aquesta mesura va tenir l'oposició de l'exèrcit, el qual s'atribuïa la propietat de les muralles. No obstant això, Ciril Amorós, governador civil interí, va iniciar l'enderroc en 1865, amb el pretext de donar faena als obrers desocupats a conseqüència de la crisi de la indústria tèxtil.

## Descripció

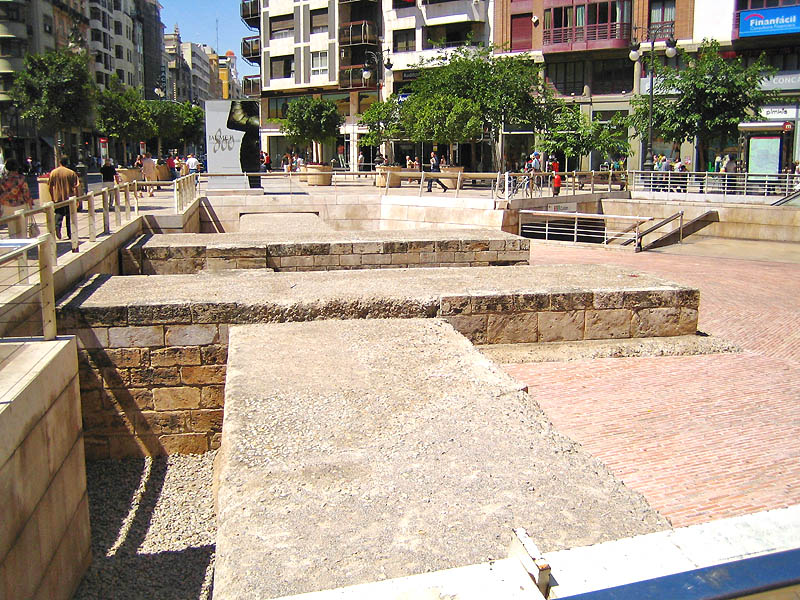
Porta dels Jueus

La muralla tenia una longitud de quatre quilòmetres. Incloïa quatre grans portes (portals grans), que eren les de Serrans, orientada al nord, la del Mar a l'est, la de Sant Vicent, al sud, i la de Quart, a l'oest.
A aquestes portes grans se n'afegien unes altres de menors (portals xics), que inicialment eren nou: dels Jueus, de Russafa, dels Innocents o de Torrent, del Coix o de les Setze Claus, dels Tints, Portal Nou o de Sant Josep, Portal de la Trinitat, dels Blanquers i Porta del Real. Circumstàncies posteriors van portar a l'obertura de nous accessos.
El recinte comprès dins dels murs no estava tot construït. Hi havia espais lliures i fins i tot horts en alguns sectors. Així mateix les muralles àrabs no van ser enderrocades, de manera que servien de segona línia defensiva i també per a la separació de barris, com ara el call.

## Emplaçament

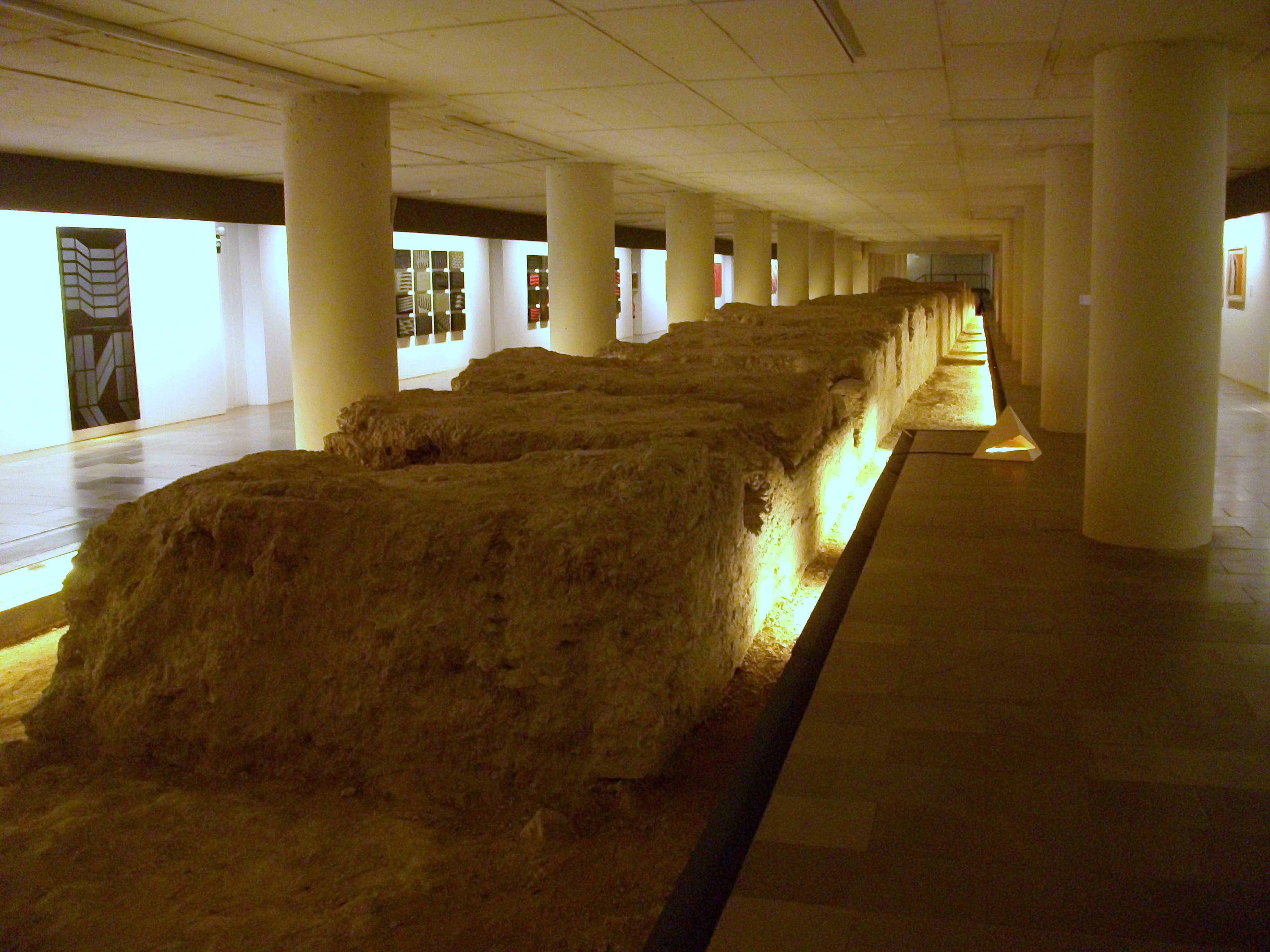
Restes de la muralla visibles a l'IVAM

Les muralles seguien la riba sud del riu Túria des de l'actual pont de les Arts, passant per les Torres de Serrans, fins al passeig de la Ciutadella. Seguien pels actuals carrers de Colom i Xàtiva fins al de Guillem de Castro —on es troben les Torres de Quart—, i tornaven al punt inicial tancant el cercle. S'aprecien a simple vista sobre la trama urbana d'inicis del segle xxi.

### En elseglexxi
El 2012 es poden veure restes de les muralles medievals de València en diversos emplaçaments:
- Torres de Serrans, que formaven part del recinte.
- Torres de Quart, que formaven part del recinte i al nord de les quals encara hi ha un tram del llenç.
- A la plaça dels Pinazo, al costat de la boca de metro de Colón, hi ha les restes de la Porta dels Jueus.
- Hi ha un tram de muralla visitable al recinte de l'Institut Valencià d'Art Modern.